# Madeleine van Toorenburg
Madeleine Melisande van Toorenburg (Den Haag, 10 mei 1968) is een Nederlands CDA-politica, bestuurster en juriste. Sinds 2 februari 2024 is zij waarnemend burgemeester van Nuenen, Gerwen en Nederwetten. Sinds 13 juni 2023 is zij Eerste Kamerlid. Van 2 juli 2021 tot 23 juni 2023 was zij gedeputeerde van Limburg. Van 1 maart 2007 tot 31 maart 2021 was zij Tweede Kamerlid.

## Opleiding
Van Toorenburg ging van 1980 tot 1987 naar het atheneum op het RSG Schoonoord in Zeist en het Grotius College in Heerlen. Van 1987 tot 1993 studeerde zij Nederlands recht aan de Rijksuniversiteit Utrecht en van 1992 tot 1993 Europees en Internationaal recht aan de Universiteit van Londen. Ze promoveerde op 30 oktober 1998 aan de Katholieke Universiteit Brabant in de rechtsgeleerdheid op de aansprakelijkheid van de medepleger van strafbare feiten. Zij gaf hier ook les aan de vakgroep strafrecht van de rechtenfaculteit.

## Carrière voor de politiek
Ze werkte korte tijd als advocaat en was daarna directielid van achtereenvolgens de vrouwengevangenis Ter Peel in Evertsoord en een vrouwengevangenis in Dubrava in Kosovo. Van 2001 tot 2007 was Van Toorenburg locatiemanager van jeugdinrichting De Leij in Vught. Op het wetsvoorstel van de staatssecretaris van Justitie Fred Teeven wilde zij een aanvulling om de maximale gevangenisstraf voor jongeren van 16 en 17 jaar te verhogen van twee naar vier jaar. Ze pleitte ervoor dat er ook gewerkt wordt aan begeleiding, omdat deze jongeren volgens haar juist sturing nodig hebben voor een succesvolle terugkeer in de samenleving.

## Tweede Kamer
Bij de Tweede Kamerverkiezingen 2006 stond Van Toorenburg op een 47e plaats op de kandidatenlijst van het CDA, te laag om direct gekozen te worden. Aangezien een aantal Kamerleden van haar partij tot het kabinet-Balkenende IV toetraden, deed zij op 1 maart 2007 alsnog haar entree in het parlement. Bij de Tweede Kamerverkiezingen 2010 stond Van Toorenburg op de zeventiende plaats en werd herkozen. Zij werd opnieuw herkozen bij de Tweede Kamerverkiezingen 2012. Zij stond toen op plaats twaalf en vergaarde 3558 stemmen. Van Toorenburg is dan namens het CDA woordvoerster Binnenlandse Zaken, koninkrijksrelaties en adolescentenstrafrecht. Eerder was zij woordvoerster veiligheid en justitie (auteursrecht, identificatieplicht, privacy, personen- en familierecht, TBS, gevangeniswezen) en emancipatie.
Op 4 mei 2012 stelde Van Toorenburg zich kandidaat voor het lijsttrekkerschap van het CDA voor de Tweede Kamerverkiezingen van 2012, en daarmee voor het partijleiderschap. Zij eindigde met 1,7 procent van de stemmen op de laatste plaats. Op 4 juli 2013 werd ze gekozen als voorzitter van de voorbereidende commissie, en later van de definitieve onderzoekscommissie, voor de parlementaire enquête naar het debacle met de hogesnelheidstrein Fyra. Van 18 mei tot en met 12 juni 2015 leidde ze de verhoren en op 28 oktober 2015 presenteerde ze het eindrapport. Van Toorenburg stelde zich op 19 december 2015 kandidaat voor het voorzitterschap van de Tweede Kamer, na het tussentijdse vertrek van Anouchka van Miltenburg. Zij haalde in drie stemronden nooit meer dan 34 stemmen. Van Toorenburg legde het uiteindelijk af tegen Ton Elias (VVD) en Khadija Arib (PvdA), waarbij de laatste de meeste stemmen kreeg. 
Op 15 maart 2017 werd Van Toorenburg herkozen als lid van de Tweede Kamer. Ze stond als vijfde op de kandidatenlijst. Daarna solliciteerde ze voor de positie van burgemeester van Den Bosch, als opvolger van Ton Rombouts, die op 1 oktober 2017 zou vertrekken. Ze werd door de vertrouwenscommissie niet opgeroepen voor een sollicitatiegesprek. Vanaf de hernieuwde samenstelling van de Tweede Kamer na de landelijke verkiezingen van 2017 was Van Toorenburg namens haar partij in de Tweede Kamer woordvoerder veiligheid en justitie (criminaliteit, drugs, gevangeniswezen) en terrorismebeleid. Eind oktober 2020 gaf zij aan na de Tweede Kamerverkiezingen van maart 2021 niet terug te keren in de Tweede Kamer. Bij haar afscheid op 30 maart 2021 werd zij benoemd tot ridder in de Orde van Oranje Nassau.

## Gedeputeerde
Van Toorenburg werd op 29 juni 2021 door waarnemend gouverneur van de Koning in Limburg Johan Remkes voorgedragen als lid van de Gedeputeerde Staten van Limburg. Op 2 juli van dat jaar werd zij door de Provinciale Staten van Limburg benoemd en werd ze geïnstalleerd door Johan Remkes. Als gedeputeerde had zij in haar portefeuille Sociale Agenda, Maatschappelijke organisaties, Brede welvaart en Post-Corona, Toezicht en Handhaving (incl. RUD’s), Cultuur en sport (incl. MECC), Regiodeal en Investeringsagenda Noord-Limburg, IPO Bestuur, Mobiliteit en Infrastructuur (Maaslijn, IC Aken, OV-concessie) en was zij de 1e plv. commissaris van de Koning. Op 31 mei 2023 kondigde zij aan te stoppen als gedeputeerde. Op 22 juni dat jaar nam zij afscheid als gedeputeerde van Limburg en ontving zij de Gouverneurspenning. Op 23 juni dat jaar werd er een nieuw college geïnstalleerd in Limburg waarmee er een eind kwam aan haar termijn.

## Eerste Kamer
Voor de Eerste Kamerverkiezingen 2023 was Van Toorenburg verkiesbaar als zesde kandidaat op de kandidatenlijst van het CDA. Sinds 13 juni 2023 is zij lid van de Eerste Kamer. Zij is lid van de Eerste Kamercommissies voor Binnenlandse Zaken, Buitenlandse Zaken, Defensie en Ontwikkelingssamenwerking, Delegatie naar de OVSE-assemblee, Europese Zaken, Immigratie & Asiel / JBZ-Raad, Justitie en Veiligheid en Kennissessies. Naast het Eerste Kamerlidmaatschap is zij voorzitter van de raad van toezicht van GGZ Oost-Brabant en ambassadeur van Brabantsedag Heeze.

## Waarnemend burgemeester
Met ingang van 2 februari 2024 werd Van Toorenburg benoemd tot waarnemend burgemeester van Nuenen, Gerwen en Nederwetten, zij nam de ambtsketen over van Maarten Houben. Zij heeft Openbare orde en veiligheid, Handhaving, APV- en evenementenvergunningen, Regionale samenwerking, Dorpsraden en de wijk Eeneind, Algemene Zaken, Dienstverlening (incl. digitale dienstverlening en verkiezingen), Personeel en Organisatie, Informatiebeleid en -veiligheid (incl. ICT) en Voorlichting en communicatie in haar portefeuille.

## Persoonlijk
Van Toorenburg is geboren in Den Haag en opgegroeid in Maarn en Klimmen. Ze is gehuwd en heeft twee dochters.
Janny Bakker · Theo Bovens · Hugo Doornhof · Greet Prins · Theo Rietkerk · Madeleine van Toorenburg
- Parlement.com: vhdf1dj506z8